# Pravčice

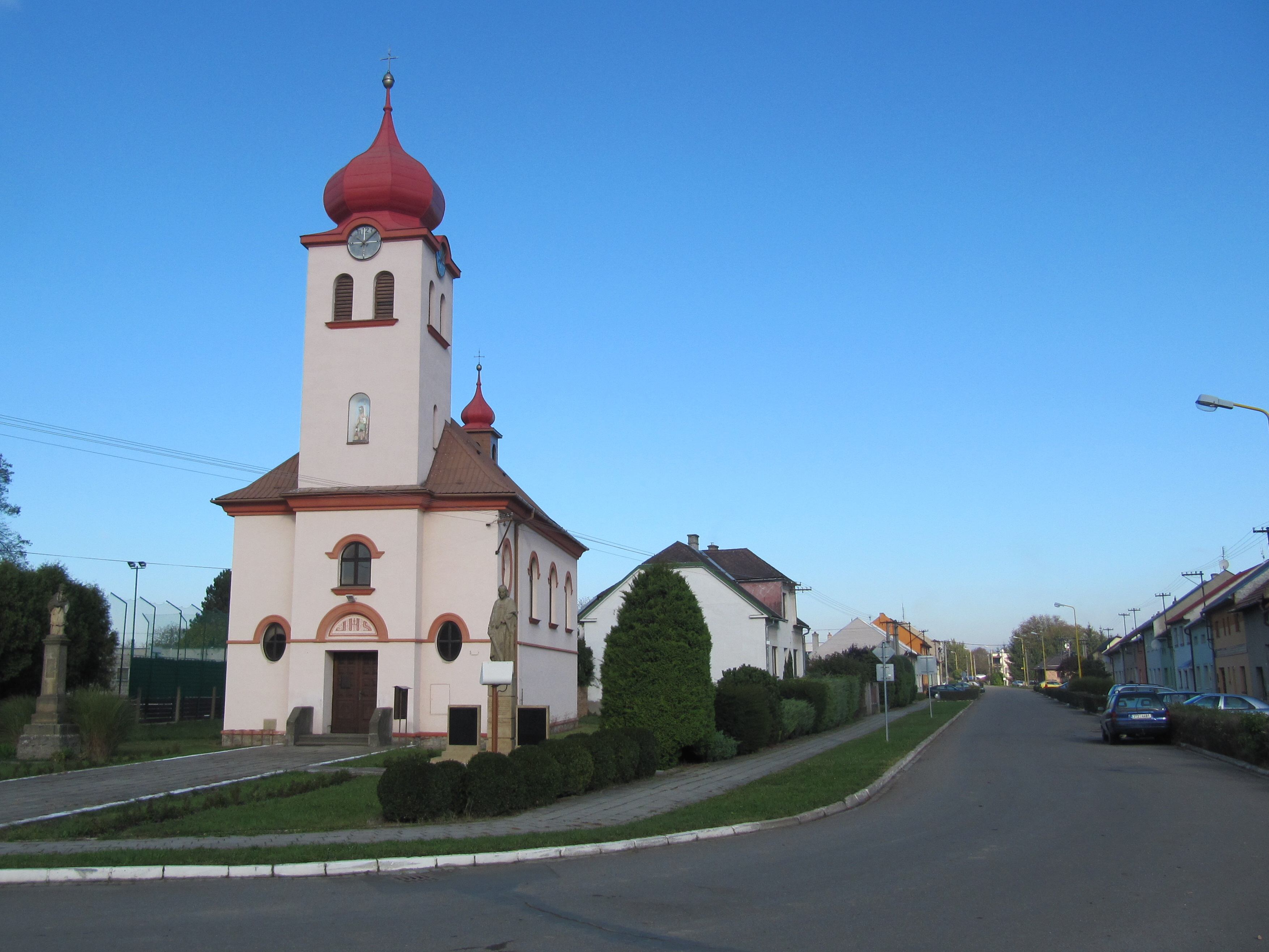
Kirche St. Florian in Pravčice (2011)

Pravčice (deutsch Prawtschitz) ist eine Gemeinde im Okres Kroměříž in Tschechien.

## Geographie
Pravčice befindet sich 3 Kilometer von Kroměříž entfernt, bis Zlín sind es 10 Kilometer und bis Brünn 55 Kilometer. Pravčice grenzt an Němčice u Holešova im Norden, an Holešov im Osten, an Třebětice im Südosten und an Hulín im Westen. Durch Pravčice verlaufen die beiden Autobahnen Dálnice 49 und Dálnice 55, bei letzterer hat die Gemeinde eine Anschlussstelle. Im Nordwesten von Pravčice, außerhalb des Gemeindegebiets, verläuft zudem die Dálnice 1. Außerdem verlaufen mehrere Landstraßen durch Pravčice, es gibt zudem zwei Bushaltestellen. Im Süden von Pravčice befindet sich eine größere Solaranlage.
In der Nähe vom Ortskern verläuft die Rusava mitsamt ihren Zuflüssen Kostelecký potok, Žabínek und Roštěnka, wobei das letztere Gewässer selber den Zufluss Rymický potok hat, welcher ebenfalls im Gebiet der Gemeinde anzutreffen ist.

## Geschichte
1261 wurde Pravčice erstmals urkundlich erwähnt. Ab dem frühen 14. Jahrhundert war von einer Mühle im Dorf die Rede, die 2003 abgerissen wurde. 1579 gab es einen Brand in Pravčice, der die gesamte Gemeinde zerstörte. Auch 1665 und 1721 gab es verheerende Brände. Der Dreißigjährige Krieg wirkte sich ebenfalls katastrophal auf Pravčice aus, es starben zwei Drittel der Einwohner. 1789 wurde im Dorf eine Schule erbaut, die nur aus einem Raum bestand. 1806 wurde ein neues Schulgebäude errichtet. 1831 gab es einen örtlichen Ausbruch von Cholera, der nach einem Monat 60 Menschenleben forderte. 1866 wurde zum dritten Mal eine Schule in Pravčice erbaut, diesmal handelte es sich um einen zweistöckigen Bau, der seit 1881 zwei Klassenstufen beherbergte. Seit 1888 gibt es eine Freiwillige Feuerwehr in Pravčice, 1889 kam ein Postamt hinzu. Am 25. September 1898 wurde der örtliche Friedhof geweiht, der bereits ein Jahr zuvor geschaffen wurde.
Im Ersten Weltkrieg wurden 118 Personen aus Pravčice ins Militär einberufen, davon starben 22, 14 weitere wurden verwundet und 23 kamen in Kriegsgefangenschaft. Am 15. August 1922 wurde die Elektrifizierung des Dorfs nach zwei Jahren Arbeit abgeschlossen. 1925 wurde die heutige Kirche St. Florian im Dorf eröffnet. Von 1927 bis 1928 wurde die vierte und heutige Schule von Pravčice erbaut. Von 1938 bis 1940 wurde ein Pfarrhaus zur bereits existierenden Kirche ergänzt. 1944 wurde für das Dorf ein Kindergarten geschaffen. Durch den Zweiten Weltkrieg starben insgesamt 12 Bürger von Pravčice. Am 6. Mai 1945 endete mit dem Einmarsch der Roten Armee die Besatzung von Pravčice durch NS-Deutschland. 1948 wurde ein Denkmal zur Erinnerung an beide Weltkriege errichtet.
1950 wurde ein JZD in Pravčice gegründet. Von 1984 bis 1990 war Pravčice ein Ortsteil der Nachbarstadt Hulín. 2005 wurde ein Wappen für die Gemeinde eingeführt. Seit 2007 gibt es für das Dorf eine Website und seit 2011 eine örtliche Zeitung namens Pravčické noviny. 2010 wurde die Solaranlage in Pravčice errichtet.

## Ortsteile
- Pravčice

## Bevölkerungsentwicklung
| Jahr      | 1869 | 1880 | 1890 | 1900 | 1910 | 1921 | 1930 | 1950 | 1961 | 1970 | 1980 | 1991 | 2001 | 2011 | 2021 |
| --------- | ---- | ---- | ---- | ---- | ---- | ---- | ---- | ---- | ---- | ---- | ---- | ---- | ---- | ---- | ---- |
| Einwohner | 607  | 716  | 814  | 837  | 849  | 916  | 858  | 775  | 778  | 774  | 742  | 726  | 726  | 701  | 676  |

## Sehenswürdigkeiten
- Kirche St. Florian

## Persönlichkeiten
- Karel Smělík (1891–1942), Widerstandskämpfer während der NS-Zeit in Tschechien
- Oldřich Uličný (* 1936), Linguist, Bohemist und Übersetzer
- Miloslav Uličný (1942–2023), Romanist, Hochschullehrer, Dichter und Übersetzer